# Miscophus eatoni
Miscophus eatoni é uma espécie de insetos himenópteros, mais especificamente de vespas pertencente à família Crabronidae.
A autoridade científica da espécie é E. Saunders, tendo sido descrita no ano de 1903.
Trata-se de uma espécie presente no território português.